# Келлеровский район
Ке́ллеровский райо́н — административная единица на севере Казахстана в составе Северо-Казахстанской и Кокчетавской областей, существовавшая в 1936—1997 годах.

## История
Келлеровский район с административным центром в селе Келлеровка был образован в составе Северо-Казахстанской области Казахской АССР согласно Постановлению Президиума ВЦИК СССР от 29 июля 1936 года.
С 15 марта 1944 года (по Указу Президиума Верховного Совета Казахской ССР от этого же числа) находился в составе вновь образованной Кокчетавской (с 1993 года — Кокшетауской) области Казахской ССР (с 1991 года — Республики Казахстан).
2 мая 1997 года Указом Президента Республики Казахстан Келлеровский район упразднён, его территория вошла в состав Тайыншинского (бывшего Красноармейского) района Кокшетауской области, а 3 мая 1997 года вся территория Кокшетауской области, в том числе и Тайыншинский район, присоединена к Северо-Казахстанской области.